# Andrzej Will
Andrzej Will ps. Was (ur. 1914 w Warszawie, zm. 1992 we Wrocławiu) – polski malarz, grafik, rysownik.

## Życiorys
Urodził się w 1914 r. w Warszawie. W wieku czterech lat sprzedał swój pierwszy rysunek, który był aktem, a nabywcą sama modelka – ciotka artysty. W wieku pięciu lat biegle czytał. W latach 30. XX wieku, po śmierci dziadka i ojca, matka musiała sprzedać mieszkanie i przenieść się z Warszawy do Pruszkowa. W młodości dorabiał na swoje utrzymanie: pracował dorywczo jako rysownik-ilustrator w zakonnym wydawnictwie, w czasie wakacji malował polichromie kościelne.
Rozpoczął studia w Miejskiej Szkole Sztuk Zdobniczych i Malarstwa w Warszawie (1938), a następnie uczył się w pracowniach Mieczysława Schulza i Felicjana Kowarskiego Akademii Sztuk Pięknych w Warszawie (1938–1939), zajmując się rysunkiem satyrycznym, malarstwem i grafiką. Walczył w kampanii wrześniowej, po klęsce regularnych wojsk członek Armii Krajowej.
W 1940 r. zadebiutował jako karykaturzysta, a dwa lata później rozpoczął regularną współpracę z warszawską prasą podziemną. Początkowo publikował w dzienniku Nowy Dzień, a następnie od pierwszego numeru w Demokracie. W 1943 r. został redaktorem graficznym konspiracyjnego tygodnika satyrycznego Moskit. Większość okupacji spędził w Pruszkowie, gdzie pracował jako kreślarz w fabryce obrabiarek. Po powstaniu warszawskim, po powrocie ze zgrupowania powstańczego w lasach sękocińskich, został aresztowany i wywieziony we wrześniu 1944 r. do obozu pracy w Breslau. Tam również rysował, dokumentując los więźniów. W pierwszych dniach po kapitulacji miasta wchodził w skład grupy strzegącej uczelni, bibliotek i muzeów. Pozostał we Wrocławiu, gdzie włączył się w organizowanie życia artystycznego miasta m.in. jako kierownik graficzny Wrocławskiego Kuriera Ilustrowanego, tygodnika Nowe Sygnały i miesięcznika Odra.
W latach 1947–1956 był także wykładowcą Państwowej Wyższej Szkoły Sztuk Pięknych, współzałożycielem Grupy Wrocławskiej, pomysłodawcą, współorganizatorem i długoletnim przewodniczącym Międzynarodowego Triennale Rysunku. Opracował graficznie antologię Satyra w konspiracji (1948 r.), której nakład został skonfiskowany i zniszczony. Wziął udział w ok. 300 ogólnopolskich i międzynarodowych wystawach malarstwa i grafiki, uczestniczył w pokazach sztuki polskiej za granicą, zorganizował kilkadziesiąt wystaw indywidualnych. Członek komitetu organizacyjnego Sympozjum Plastycznego Wrocław ’70. Był współzałożycielem Pierwszego Klubu Sportowego, później funkcjonującego jako Ślęza Wrocław. Grał w ping-ponga.
Zmarł w 1992 r. we Wrocławiu.
Odznaczony Krzyżem Oficerskim Orderu Odrodzenia Polski.